# Sainte-Marie (Hautes-Pyrénées)
Sainte-Marie település Franciaországban, Hautes-Pyrénées megyében. Lakosainak száma 59 fő (2022. január 1.). Sainte-Marie Siradan, Bagiry, Saléchan és Ore községekkel határos.

## Népesség
A település népessége az elmúlt években az alábbi módon változott:
| Lakosok száma | 40   | 66   | 68   | 65   | 62   | 59   | 59   | 59   | 59   |
|               | 2013 | 2015 | 2016 | 2017 | 2018 | 2019 | 2020 | 2021 | 2022 |